# North of England Council for Promoting the Higher Education of Women
North of England Council for Promoting the Higher Education of Women (NECPHEW), var en brittisk kvinnoorganisation, grundad i november 1867. 
Föreningen bildades på initiativ av den brittiska kvinnorörelsen med Anne Clough som hederssekreterare och Josephine Butler som ordförande, och Elizabeth Wolstenholme författade dess riktlinjer. Syftet var att verka för kvinnors tillgång till högre formell utbildning: vid denna tidpunkt kunde kvinnor inte ta ut en formell examen från universitetet även om de hade passerat examinationerna. 
De brittiska universiteten tillät kvinnor att kvalificera sig formellt vid olika tidpunkter: University of London 1878, Durham 1895, Oxford 1920 och Cambridge 1948.